# Gabriel Makavi
Gabriel Makavi (parfois Macavi ; né le 11 août 1897 dans le district de Chibuto et mort le 12 octobre 1982 à Maputo) est un poète, pasteur presbytérien, instituteur et nationaliste mozambicain. Il est reconnu, tant au Mozambique qu'en Afrique du Sud, comme une figure majeure de la poésie en langue tsonga.

## Biographie
En novembre 1937, il est ordonné pasteur de l'Église presbytérienne du Mozambique (pt) (Mission suisse). Militant nationaliste à partir des années 1960, il est emprisonné en 1972 par la PIDE (Polícia internacional e de defesa do estado), en même temps que Zedequias Manganhela et d'autres leaders religieux progressistes.
Il fait partie des membres fondateurs de l'Association des écrivains mozambicains (AEMO) créée en 1982, quelques mois avant sa mort.

## Œuvre poétique
Les poèmes en tsonga auxquels il doit sa notoriété ont été écrits depuis les années 1920 jusqu'à la fin des années 1970, réunis sous le titre Muambi wa vubumabumeri et publiés en Afrique du Sud en 1980.